# Fusillade de l'église Santa Maria d'Istanbul
La fusillade de l'église Santa Maria est un attentat islamiste qui a lieu le 28 janvier 2024 à Büyükdere, dans la province d'Istanbul (Turquie). Vers 11 h 40, deux hommes masqués entrent dans l'église catholique Santa Maria et ouvrent le feu sur les 35 à 40 fidèles qui assistent à la messe. L'attaque fait un mort, un dénommé Tuncer Cihan.

## Enquête
Les deux assaillants, originaires l'un du Tadjikistan et l'autre de Russie, sont arrêtés par la police turque alors qu'ils prennent la fuite,. Les autorités turques estiment dans un premier temps que l'attaque visait une personne en particulier avant que l'État islamique revendique l'attaque.